# Serres-Morlaàs
Serres-Morlaàs település Franciaországban, Pyrénées-Atlantiques megyében. Lakosainak száma 856 fő (2022. január 1.). Serres-Morlaàs Morlaàs és Sendets községekkel határos.

## Népesség
A település népessége az elmúlt években az alábbi módon változott:
| Lakosok száma | 750  | 770  | 807  | 783  | 782  | 829  | 827  | 842  | 856  |
|               | 2013 | 2015 | 2016 | 2017 | 2018 | 2019 | 2020 | 2021 | 2022 |